# Yanomamius franciscoi
Yanomamius franciscoi es una especie de arañas migalomorfas de la familia Theraphosidae. Fue descrita por Bertani y Almeida en 2021.

## Distribución
Esta especie es endémica del Estado de Amazonas en Brasil. Se encuentra cerca de Manaos.

## Descripción
El holotipo masculino mide 24,03 mm y el paratipo femenino mide 22,89 mm.

## Etimología
Esta especie lleva su nombre en honor a Francisco Felipe Xavier Filho.